# Pecluma macedoi
Pecluma macedoi là một loài thực vật có mạch trong họ Polypodiaceae. Loài này được (Brade) M. Kessler & A.R. Sm. mô tả khoa học đầu tiên năm 2005.